# نيوكوب
نيوكوب Nieuwkoop  هي مدينة وبلدية غرب هولندا، في مقاطعة جنوب هولندا.

## طوبوغرافيا
خريطة طوبوغرافية هولندية لبلدية نيوكوب، يونيو 2015، (تقرأ بعد ثلاث نقرات على الخريطة).

## أعلام
- بترا دي بروين
- رالف شفارتز
- اريان فان در لان